# Šetelka
Šetelka je zaniklá usedlost v Praze 8-Libni, která stála pod jihozápadním svahem vrchu Hájek, na rohu ulice U Libeňského pivovaru a náměstí Dr. Václava Holého. Připomíná ji název ulice Nad Šetelkou.

## Historie
Usedlost stála západně od Kotlasky. Roku 1765 ji držel Jan Pintlicher, v 1. polovině 19. století pak Anton Kubeš.

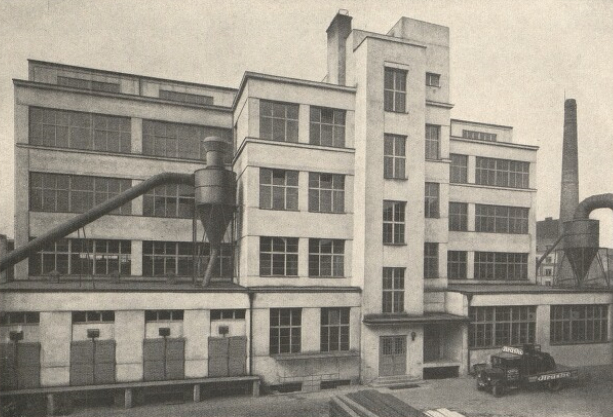
Továrna na kancelářský nábytek Jirásko (1931)

Později byla na místě usedlosti a vinice postavena Gottlasova kartounka, přestavěná roku 1872 na druhý libeňský pivovar pro Alberta Goldfingera a rozšířená v letech 1890-1894 na pivovar "The Bohemian Breweries Limited" stejnojmenné společnosti v Londýně. Pivovar poté roku 1927 koupil výrobce nábytku Václav Jirásko a nechal zde postavit továrnu podle projektu Františka Havleny. Přestavěný pivovar používala firma "Jirásko" od roku 1931 a vyráběla zde kancelářský nábytek. Byla vybavena moderními stroji a sušárnami, zaměstnávala na 100 dělníků mimo administrativní personál.

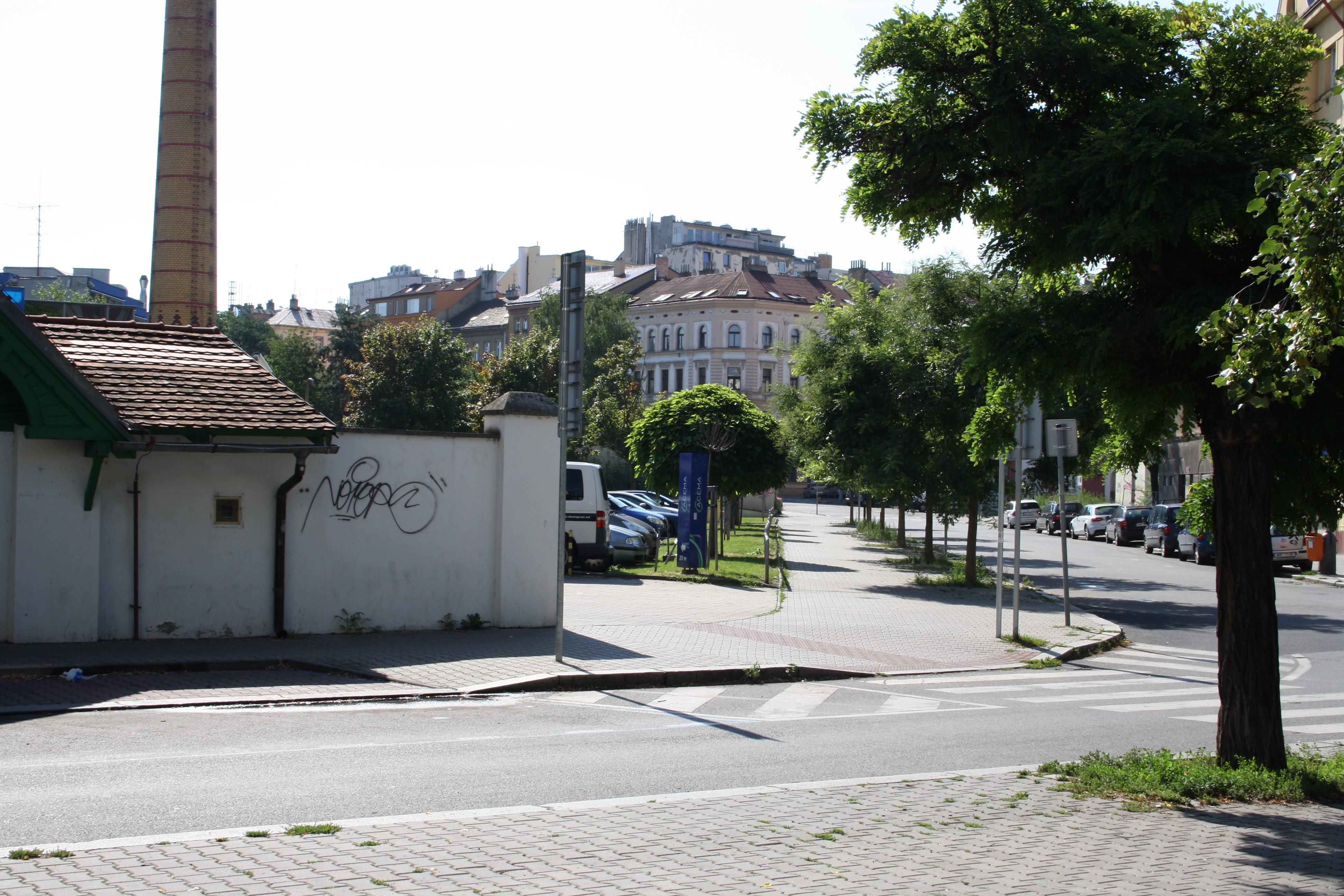
Pohled z Nám. Dr. Holého do ulice Kotlaska, přibližně do míst, kde stávala usedlost